# Окленд (півострів)
Окленд (англ. North Auckland Peninsula) — півострів, розташований на крайній півночі Північного острова Нової Зеландії.

## Географія
У основі півострова Окленд знаходиться найбільша новозеландська метрополія - Окленд. Від Окленду півострів витягується в північно-західному напрямку приблизно на 285 кілометрів. Максимальна ширина його становить 85 кілометрів. У той же час ширина сильно коливається, рівняючись 15 кілометрам поблизу Велсфорду, а між затоками Ваїтемата та Манукало складаючи всього 2 кілометри.
На захід від півострова Окленд знаходиться Тасманове море, на схід лежить Тихий океан. Від «головного тіла» півострова в західному і в східному напрямках відгалужуються безліч невеликих півостровів. Останні свої 100 кілометрів на північному напрямку півострів Окленд носить також назву півострів Аупоурі. Тут ширина його дорівнює 10 кілометрам. На північній частині півострова є численні миси і виступи, частина з яких претендує на звання самої північної точки Нової Зеландії - миси Марія-ван-Дімен, Реїнга, Північний, кручі Сюрвиль (34 ° 23'47 "північної широти). Найбільшим озером півострова є Омапере.
За 30 кілометрів на південний схід від міста Даргавілл та за 50 кілометрів на північ від Окленда на західному узбережжі півострова, на березі Тасманового моря, лежить одна з найбільших природних гаваней планети - бухта Каїпара (простягнувся в напрямку «північ-південь» на 65 кілометрів). На північ від його знаходиться менша бухта - Хокіанга, яка зіграла велику роль в історії та культурі маорі.
В адміністративному відношенні 80% території півострова Північної Окленд входить в регіон Нортленд, що інші 20% підкоряються владі регіону Окленд.